# 五藤光学研究所の望遠鏡製品一覧
五藤光学研究所の望遠鏡製品一覧は五藤光学研究所が製造していた望遠鏡製品の一覧である。

## ポータブル赤道儀
この他に五藤光学研究所・マークXもシステムの組み方によりポータブル赤道儀として使用できる。
- スカイグラフ（1971年発売） - 旧型。
- スカイグラフ（1981年発売） - 新型。モータードライブが水晶発振パルスモーターとなっている。

## システム望遠鏡

### マークX
小型のシステム望遠鏡。

### MX-II
大型のシステム望遠鏡。

## システム化される以前の小型中型望遠鏡
- 生徒用望遠鏡ST-5型5cm屈折望遠鏡 - 有効径50mm。焦点距離800mm。6×16mmファインダー、接眼鏡2個等が付属する。架台は経緯台[1][2][3]。
- 生徒用望遠鏡ST-6型6cm屈折望遠鏡 - 有効径58mm。焦点距離900mm。6×16mmファインダー、接眼鏡3個等が付属する。架台は経緯台[4][5][3]。
- 6cm屈折赤道儀 - 有効径60mm。焦点距離900mm。6×16mmファインダー、接眼鏡2個等が付属する。赤経全周、赤緯部分微動[6][5]。
- 6.5cm屈折赤道儀 - 有効径65mm。焦点距離1000mm。6×18mmファインダー、接眼鏡3個等が付属する。赤経赤緯とも全周微動[6]。
- 8cm屈折赤道儀 - 有効径80mm。焦点距離1200mm。9×30mmファインダー、接眼鏡4個等が付属する。赤経赤緯とも全周微動[7][8]。
- 10cmニュートン式反射赤道儀 - 有効径100mm。焦点距離800mm。ニュートン式。6×16mmファインダー、接眼鏡2個等が付属する[9]。
- 10cmマクストーフ反射赤道儀 - 有効径100mm。焦点距離1450mm。6×16mmファインダー、接眼鏡3個、水晶発振式追尾装置等が付属する。架台は変形フォーク式赤道儀で経緯台としても使用できる。電源は12V50mA[9][10]。
- 16cm反射赤道儀 - 有効径160mm。焦点距離1280mm。ニュートン式。9×30mmファインダー、接眼鏡4個、ヒステリシス式シンクロナスモーター[11]または水晶発振式ステッピングモーターによる追尾装置[12]等が付属する。赤経赤緯とも全周微動。

## 大型望遠鏡
- 15cm屈折赤道儀 - 有効径150mm。焦点距離2250mm。12.5×50mmファインダー、有効径80mmのガイディングスコープ、接眼鏡6個[13]または接眼鏡12個[14][15]等が付属する。
- 20cm屈折赤道儀 - 有効径200mm。焦点距離2400mm。12.5×50mmファインダー、有効径80mmのガイディングスコープ、接眼鏡8個[13]または12個[14][16]、水晶発振式追尾装置等が付属する。赤経は電動クランプ。
- 40cm反射赤道儀 - 有効径400mm[17][18]。焦点距離4550mm。カセグレン式。12.5×50mmファインダー、有効径150mmのガイディングスコープ、接眼鏡8個等が付属する[19]。
- 60cm反射赤道儀 - 有効径600mm。焦点距離8400mm。カセグレン式。15.6×125mmファインダー、有効径150mmのガイディングスコープ、接眼鏡7個等が付属する[20]。